# ریک زاموالت
ریچارد «ریک» لی زاموالت جونیور (انگلیسی: Richard "Rick" Lee Zumwalt, Jr.؛ ۲۴ سپتامبر ۱۹۵۱ – ۱۹ مارس ۲۰۰۳) یک هنرپیشه اهل ایالات متحده آمریکا بود.